# Kalita (rejon słucki)
Kalita (biał. Каліта́, ros. Калита) – wieś na Białorusi w rejonie słuckim, w obwodzie mińskim. Wchodzi w skład sielsowietu Wiesieja.

## Opis
W 2009 r. populacja liczyła 57 osób.
Miejscowość znajduje się 125 km od Mińska, 90 km od Bobrujska, 20 km na wschód od Słucka, 13 km od Urzecza, 6 km od Omgowicz. Leży przy drodze R43 Słuck - Bobrujsk. Główne ulice wsi to Centralna, Szkolna, Daleka.

## Historia
Według niezweryfikowanych danych pierwsze wzmianki o Kalicie pochodzą z XVII wieku.

### Atak Niemiec na ZSRR
27 czerwca 1941 r. w Kalicie znajdowało się stanowisko dowodzenia 14 korpusu zmechanizowanego (3 kompanie, 5 dział i 2 pojazdy opancerzone), na czele którego stał płk Iwan Wasilewicz Tutarinow. Rankiem 27 czerwca jednostki XXIV korpusu zmotoryzowanego generała Schweppenburga, omijając obronę części 4 Armii nad rzeką Słucz, pokonały wojska radzieckie na północ i południe od Słucka, zepchnęły na wschód od rzeki Słucz i zdobyły miasto. Jednak Niemcom nie udało się rozwinąć ofensywy w szybkim tempie. Oddziały pułkownika Tutarinowa, które wcześniej tworzyły w tyle liczne bariery, stawiały nieustanny opór.
28 czerwca 1941 r. do godziny 10 3. i 4. dywizje pancerne Guderiana trafiły na wschód od rzeki Słucz na szczególnie zabarykadowaną linię Omgowicze-Kalita, na której broniły się radzieckie czołgi. Wróg nie zdołał zająć tej linii. W bitwie pod Kalitą został ostrzelany dowódca niemieckiej dywizji generał porucznik Walther Model (przyszły feldmarszałek). Jego dywizja poniosła ciężkie straty, dowódca batalionu piechoty zmotoryzowanej major Kratzenberg został ciężko ranny, a jego zastępca kapitan Orts zginął.
Aby przełamać obronę Tutarinowa, niemieckie dowództwo wysłało czołgi i piechotę, aby obeszły ją od północy. Jednostki te przed południem przebiły się w rejon Starych Dróg. Armia radziecka musiała się wycofać. Sam pułkownik Tutarinow został ranny i przewieziony do szpitala.

### Wyzwolenie
Rankiem 29 czerwca 1944 r. wysunięty oddział 9 dywizji kawalerii kubańskiej gwardii generała majora Iwana Wasilewicza Tutarinowa i 32. pułku kawalerii zbliżył się do Kality i zajmując ją, ruszył do wyzwolenia Słucka. Rankiem 30 czerwca 1944 r. o godzinie 11:30 zdobyto Słuck.

### Po 1945 r.
Do 30 października 2009 roku wieś wchodziła w skład sielsowietu Omgowicze. Od 2009 do 2016 r. w sielsowiecie Sorogie.

## Miejsce martyrologii
W leśnym masywie w pobliżu wsi Kalita i Hutków Stary, na 16 kilometrze drogi Słuck-Stare Drogi, w czasach Wielkiego Terroru NKWD dokonywało masowych rozstrzeliwań i pochówków. Ofiarami byli prawdopodobnie więźniowie więzienia okręgowego w Słucku. 
Według relacji jednego z mieszkańców Hutkowa Starego, samochody przywoziły do pobliskiego lasu więźniów, którzy w ciągu dnia kopali doły, do których wieczorem wrzucano ich ciała. Kiedy zimą 1937 r. samochody przestały jeździć do lasu, oczom mieszkańców ukazał się następujący widok: z ziemi sterczały ręce, nogi i głowy zamordowanych. Ludzie zakopali szczątki ofiar.
W 1994 r. Aleksander Ralko ufundował w miejscu egzekucji pomnik. W 2016 r. w trzech miejscach uroczyska ustawiono drewniane krzyże. Na tabliczce, która znajduje się na jednym z nich napisano w języku białoruskim: "Pamięci niewinnie zabitych w latach 1937-1938 i pochowanych w tym lesie". Inicjatorem ustawienia krzyży był polityk Mikałaj Statkiewicz, którego dziadek został aresztowany i zginął w Słucku w styczniu 1938 r. W miejscu egzekucji zorganizowano "strefę odpoczynku": stół, ławki i miejsce na ognisko, a w 2017 r. zniszczono jeden z drewnianych krzyży.
Według zeznań Iny Lipnickiej mieszkańcy wsi Leńki opowiadali, że jednej jesiennej nocy 1937 r. "woronki" zabrały 19 osób. Aresztowanym, m.in. Pawłowi Kobel bezpodstawnie zarzucono zbrojne powstanie, szpiegostwo i udział w Polskiej Organizacji Wojskowej (zob. operacja polska NKWD). Działacz społeczny Anatol Balakir uważa, że w uroczysku zwanym "słuckimi Kuropatami" 6 października 1937 r. rozstrzelano proboszcza prawosławnej parafii w Czyżewiczach św. Jana Pankratowicza.